# Tuineje
Tuineje, Las Palmas település Spanyolországban, Las Palmas tartományban. Tuineje Antigua, Pájara és Betancuria községekkel határos. Lakosainak száma 16 454 fő (2024).

## Népesség
A település népessége az elmúlt években az alábbi módon változott:
| Lakosok száma | 10 560 | 11 623 | 13 124 | 13 632 | 13 615 | 13 778 | 14 301 | 15 241 | 15 572 | 16 454 |
|               | 2001   | 2004   | 2007   | 2009   | 2012   | 2014   | 2017   | 2019   | 2022   | 2024   |